# Patrimoni dell'umanità della Birmania
I patrimoni dell'umanità della Birmania sono i siti dichiarati dall'UNESCO come patrimonio dell'umanità in Birmania, che è divenuta parte contraente della Convenzione sul patrimonio dell'umanità il 29 aprile 1994.
Al 2021 i siti iscritti nella Lista dei patrimoni dell'umanità sono due, mentre quindici sono le candidature per nuove iscrizioni. Il primo sito iscritto nella lista sono state nel 2014 le Antiche città Pyu, durante la trentottesima sessione del comitato del patrimonio mondiale. Cinque anni dopo, nella quarantatreesima sessione, Bagan è divenuta il secondo sito birmano riconosciuto dall'UNESCO. Entrambi i siti sono considerati culturali, secondo i criteri di selezione.

## Siti del Patrimonio mondiale
| Foto | Sito              | Luogo                       | Tipo                          | Anno | Descrizione |
| ---- | ----------------- | --------------------------- | ----------------------------- | ---- | --- |
|      | Antiche città Pyu | Prome, Taungdwingyi, Wetlet | Culturale (1444; ii, iii, iv) | 2014 | Il sito comprende i resti di tre città in mattoni, murate e con fossato di Halin, Beikthano e Sri Ksetra situate in vasti paesaggi irrigati nella zona secca del bacino del fiume Ayeyarwady (Irrawaddy). Riflettono i regni Pyu che fiorirono per oltre 1000 anni tra il 200 a.C. e il 900 d.C. Le tre città sono siti archeologici in parte scavati. I resti includono cittadelle di palazzi, cimiteri e siti di produzione, oltre a monumentali stupa buddisti in mattoni, mura in parte in piedi e caratteristiche strutture di gestione dell'acqua - alcune ancora in uso - che sono alla base dell'agricoltura intensiva organizzata. |
|      | Bagan             | Nyaung-U                    | Culturale (1588; iii, iv, vi) | 2019 | Adagiato su un'ansa del fiume Ayeyarwady, Bagan è un paesaggio sacro, caratterizzato da un'eccezionale gamma di arte e architettura buddista. I sette componenti della proprietà seriale comprendono numerosi templi, stupa, monasteri e luoghi di pellegrinaggio, oltre a resti archeologici, affreschi e sculture. La proprietà è una spettacolare testimonianza del culmine della civiltà Bagan (XI-XIII secolo d.C.), quando il sito era la capitale di un impero regionale. Questo insieme di architettura monumentale riflette la forza della devozione religiosa di un antico impero buddista.                                       |

## Siti candidati
| Foto | Sito | Luogo                                  | Tipo                                 | Anno       | Descrizione |
| ---- | --- | -------------------------------------- | ------------------------------------ | ---------- | --- |
|      | Monasteri in legno del periodo Konbaung: Ohn Don, Sala, Pakhangyi, Pakhannge, Legaing, Sagu, Shwe-Kyaung (Mandalay) | Regione di Magway, Regione di Mandalay | Culturale (821; i, iv, v, vi)        | 04/10/1996 | Grandi monasteri in legno furono costruiti durante la dinastia Konbaung, tra il XVIII e il XIX secolo d.C., su un piano lineare simile. Quattro strutture principali in legno sono solitamente allineate su una grande piattaforma di legno su pali, fornendo spazi per il culto, le assemblee e l'alloggio per i monaci: da est a ovest, il santuario, l'aula di preghiera, l'aula didattica principale e un edificio accessorio. Sopra il santuario, il punto di riferimento principale è un'alta torre a più livelli (pyathat). L'intero monastero è abbondantemente decorato da estese sculture in legno, raffiguranti tutti gli aspetti della vita quotidiana birmana. Molti di questi monasteri contengono ricche collezioni di manoscritti, dipinti, sculture e oggetti in metallo. |
|      | Padah-Lin e grotte associate                                                                                        | Ywangan                                | Culturale (822; iii, iv)             | 04/10/1996 | La grotta 1, scavata nel 1969-72, ha restituito un ricco materiale preistorico. L'analisi al carbonio-14 di pezzi di carbone ha fornito date di 13 000 anni prima del tempo presente. Durante gli scavi sono stati rinvenuti numerosi strumenti in pietra, pietre per anelli e ossa di animali. Sulle pareti e sul soffitto sono state scoperte 14 pitture rupestri in ocra rossa (rappresentazione di animali e di mani umane, e motivi simbolici). Il gran numero di pezzi incompiuti indica che la grotta era utilizzata come officina per utensili in pietra. Poiché la grotta testimonia il passaggio dagli attrezzi del Paleolitico al Neolitico, rappresenta una pietra miliare determinante nella preistoria del sud-est asiatico.                                                 |
|      | Antiche città dell'Alta Birmania: Innwa, Amarapura, Sagaing, Mingun, Mandalay                                       | Innwa, Mandalay, Sagaing               | Culturale (823; i, v, vi)            | 04/10/1996 | Il sito comprende sei città di fondazione succedutesi come residenze dei re della Birmania: Sagaing dal 1315 al 1364, Innwa dal 1364 al 1841, Amarapura dal 1841 al 1857, Mingun nel 1810-1819, Mandalay dopo il 1857. Sono vicine tra loro, all'interno di un arco di 30 km su entrambe le rive del fiume Irrawaddy. Innwa, Amarapura e Mandalay sono esempi degni di nota di pianificazione urbana. Il palazzo reale si trova in un angolo delle mura della città a Innwa, al centro di Amarapura e Mandalay. Numerosi monumenti religiosi, templi, stupa e monasteri si trovano in queste antiche città. |
|      | Mrauk U | Mrauk U                                | Culturale (824; i, iii, iv, vi)      | 04/10/1996 | Capitale del primo regno Arakanese, il sito contiene circa 200 monumenti buddisti (templi, stupa, monasteri, ecc.) costruiti principalmente nel XV e XVI secolo d.C. Situato all'incrocio tra la pianura deltizia e le montagne Arakanesi, il sito è un esempio eccezionale dell'uso intelligente di elementi naturali (catene collinari, corsi d'acqua, paludi) per la fortificazione. |
|      | Lago Inle | Distretto di Taunggyi                  | Culturale (825; iii, v, vi)          | 04/10/1996 | Si tratta di un grande lago di montagna in un paesaggio ben conservato. Diversi gruppi etnici usano il lago e le sue rive come punto di riferimento centrale. Le tradizioni culturali di numerosi paesi che lo circondano si concentrano sul lago e hanno caratteristiche distintive: navigazione interna, pesca e commercio; orti galleggianti installati su zattere artificiali; forme e tipologie abitative peculiari; festival buddista annuale sul lago. La simbiosi e l'ecologia del lago, delle sue sponde e dei suoi abitanti costituiscono un autentico esempio di paesaggio culturale. |
|      | Città mon: Pegu, Hanthawaddy                                                                                        | Pegu                                   | Culturale (826)                      | 04/10/1996 | Le antiche città Mon furono costruite tra la valle dell'Ayeyarwady e la valle del Sittaung. L'area del Palazzo residenziale dei re Mon è in fase di scavo. Sono contemporanee a Innwa, costruite dall'XI al XVII secolo. |
|      | Corridoio del fiume Irrawaddy                                                                                       | Regione di Mandalay                    | Naturale (5870; x)                   | 25/02/2014 | Il corridoio del fiume Irrawaddy copre un tratto di 400 km di uno degli ultimi grandi fiumi privi di dighe in Asia. Il bacino fluviale si trova quasi interamente all'interno del Myanmar e copre quasi il 60% della sua superficie terrestre. Sopra la città di Mandalay fino a Bhamo, il fiume ospita il delfino dell'Irrawaddy, specie a rischio a livello globale, la cui popolazione in questo fiume è famosa per il suo comportamento di pesca cooperativa con gli umani. L'ARC fornisce l'habitat per questi delfini, così come per altri animali selvatici tra cui l'airone panciabianca e diverse specie di tartarughe minacciate a livello globale. |
|      | Paesaggio del Hkakabo Razi                                                                                          | Stato Kachin                           | Naturale (5871; vii, ix, x)          | 25/02/2014 | Il Complesso della foresta di montagna settentrionale (NMFC) è costituito dal Parco nazionale di Hkakabo Razi (NP) e dal Santuario della fauna selvatica di Hponkan Razi (WS), insieme a una proposta di estensione meridionale del parco nazionale. Il complesso della foresta di montagna settentrionale comprende una serie di tipi di foresta in transizione su 5 830 m di dislivello. La foresta sempreverde subtropicale a quote più basse si trasforma in foreste temperate di latifoglie e miste, foresta di pini e rododendri, praterie alpine e alle quote più elevate in cime alpine innevate. La fauna selvatica minacciata a livello globale include il mosco nero, il panda rosso e l'airone panciabianca.                                                                   |
|      | Santuario della fauna selvatica del lago Indawgyi                                                                   | Mohnyin                                | Naturale (5872; x)                   | 25/02/2014 | Il Santuario della fauna selvatica del lago Indawgyi è uno dei laghi più grandi del sud-est asiatico. Ha un valore eccezionale per gli uccelli, contiene tre specie a rischio, nonché aggregazioni di quattro uccelli acquatici di congregazione che costituiscono gran parte delle loro popolazioni globali. Contiene una tartaruga endemica e almeno tre specie ittiche endemiche. Lo spartiacque del lago supporta anche una varietà di fauna selvatica minacciata a livello globale. |
|      | Parco nazionale Natma Taung                                                                                         | Distretto di Mindat                    | Naturale (5873; vii, ix, x)          | 25/02/2014 | Il Parco nazionale Natma Taung è eccezionale per la sua vita vegetale, che è molto diversificata e fornisce informazioni sulla storia biogeografica dell'Asia. È anche un sito importante per la conservazione della fauna selvatica, che contiene numerosi uccelli, mammiferi e rettili minacciati. Il parco è un'area importante per gli uccelli e si trova all'interno dell'area endemica degli uccelli dell'Himalaya orientale. Ha un importante valore per la prevenzione dell'estinzione delle specie a causa del picchio muratore dai sopraccigli bianchi, che è endemico nel parco. |
|      | Arcipelago di Myeik                                                                                                 | Regione di Tanintharyi                 | Naturale (5874; ix, x)               | 25/02/2014 | L'arcipelago di Myeik comprende circa 800 isole principalmente di calcare e granito situate al largo della costa meridionale birmana. Queste isole sono ricoperte da foreste sempreverdi umide di pianura e circondate da un vasto sistema di barriera corallina. Foreste di mangrovie, foreste litoranee di spiagge e dune e letti di alghe si aggiungono alla diversità faunistica e floreale. |
|      | Santuario della fauna selvatica della valle di Hukaung                                                              | Hpakant, Kamti, Nanyun, Tanai          | Naturale (5875; ix, x)               | 25/02/2014 | Il Santuario della fauna selvatica della valle di Hukaung è un eccellente esempio di conservazione su larga scala nel sud-est asiatico: è la più grande area protetta della Birmania e le sue dimensioni sono ampliate dalla sua contiguità con altre aree protette. Tale protezione su scala paesaggistica è fondamentale per la fauna selvatica minacciata a livello globale che necessita grandi areali, tra cui l'elefante asiatico, la tigre e il bucero collorossiccio. Il santuario contiene una serie di tipi di foreste distinte in base alle altitudini, che a loro volta forniscono l'habitat a un insieme diversificato di fauna selvatica. |
|      | Corridoio forestale di Tanintharyi                                                                                  | Regione di Tanintharyi                 | Naturale (5876; ix, x)               | 25/02/2014 | Il Corridoio forestale di Tanintharyi contiene il più grande blocco rimasto di foresta sempreverde di pianura nel sud-est asiatico continentale. La sua posizione nella zona di transizione tra flora e fauna indocinese e sundaica gli conferisce un'elevata diversità di specie sia localmente endemiche che minacciate a livello globale. Questa zona di transizione è riconosciuta come una delle regioni biologicamente più diversificate del mondo. La serie di disgiunzioni di areale che si verificano in questa transizione creano un assemblaggio unico di flora e fauna da entrambe le zone biogeografiche. Fanno anche luce sull'interazione evolutiva tra tipo di habitat, storia ecologica e gamma di specie.                                                                |
|      | Siti paleontologici dei primati antropoidi di Pondaung                                                              | Myaing, Pale                           | Naturale (6366; viii)                | 06/12/2018 | I siti di primati antropoidi di Pondaung rappresentano la più antica comunità antropoide identificata finora da qualsiasi regione del mondo. Nessun altro sito fossile in situ ha prodotto una fauna antropoide così diversificata, a una data così antica di 40 milioni di anni fa, rendendo questi siti unici al mondo e di potenziale valore universale eccezionale per il loro studio scientifico dell'evoluzione antropoide. |
|      | Pagoda Shwedagon sulla collina di Singuttara                                                                        | Yangon                                 | Culturale (6367; i, ii, iii, iv, vi) | 06/12/2018 | La Pagoda Shwedagon, situata sulla collina di Singuttara nel centro di Yangon (Rangoon), è lo stupa buddista più sacro della Birmania e uno dei più importanti monumenti reliquiari del mondo. La proprietà proposta comprende la collina in cima alla quale si trova lo stupa principale, lo stupa reliquiario in cima alla collina e gli edifici religiosi associati e le statue sacre, le campane e altri emblemi situati sulla collina, nonché il perimetro sacro circostante della collina. |